# Wilhelm Hahnemann
Wilhelm Hahnemann (Vienna, 14 aprile 1914 – Vienna, 23 agosto 1991) è stato un allenatore di calcio e calciatore austriaco, di ruolo attaccante.

## Carriera

### Giocatore
In carriera vinse per sei volte la Bundesliga austriaca (1932, 1934, 1936, 1937, 1939, 1947) e per tre volte la Coppa d'Austria (1932, 1934, 1947) tutte con la maglia dell'Admira Vienna.
Fu capocannoniere della Bundesliga austriaca nel 1936.
In seguito all'Anschluss cominciò a giocare nella Nazionale tedesca e con essa prese parte ai Mondiali del 1938. Dopo la guerra tornò a giocare per la Nazionale austriaca con cui prese parte anche ai Giochi olimpici del 1948.
Partecipò nel 1945 alla Coppa Città di Genova per la rappresentativa della Kriegsmarine: il torneo, vinto dal Genova 1893, vide la rappresentativa tedesca piazzarsi al quinto e ultimo posto.

### Allenatore
Nelle vesti di allenatore vinse un campionato svizzero e una coppa nazionale con il Grasshoppers, entrambi nel 1956.

## Palmarès

### Giocatore

#### Competizioni nazionali
- Campionato austriaco: 4

Admira Vienna: 1935-1936, 1936-1937, 1938-1939
Wacker Vienna: 1946-1947
- Coppa d'Austria: 1

Wacker Vienna: 1946-1947

### Allenatore

#### Competizioni nazionali
- Campionato svizzero: 1

Grasshoppers: 1955-1956
- Coppa Svizzera: 1

Grasshopeprs: 1955-1956